# Sclerophion uchidai
Sclerophion uchidai är en stekelart som beskrevs av Ian D. Gauld och Mitchell 1981. Sclerophion uchidai ingår i släktet Sclerophion och familjen brokparasitsteklar. Inga underarter finns listade i Catalogue of Life.